# Серебренников, Эрнест Наумович

Сере́бренников Эрне́ст Нау́мович (19 мая 1936, Ленинград — 25 января 2021, Санкт-Петербург) — советский и российский спортивный журналист, телекомментатор, режиссёр, сценарист. Был первым режиссёром спортивных трансляций на Ленинградском телевидении, принимал участие в организации трансляций крупнейших международных соревнований: Летних Олимпийских игр 1980 года в Москве, Игр доброй воли 1994 года и чемпионата мира по хоккею с шайбой 2000 года в Санкт-Петербурге. Брал интервью у президента России Владимира Путина, князя Монако Альбера, бывшего премьер-министра Великобритании Маргарет Тэтчер.

## Биография

### Ранние годы. Начало карьеры
Эрнест Серебренников родился 19 мая 1936 года в Ленинграде в семье инженера-связиста, морского офицера. Его назвали в честь лидера немецкой компартии Эрнста Тельмана. В начале Великой Отечественной войны Серебренников находился у своей бабушки в Белоруссии, вместе с братом и двоюродной сестрой он вернулся в Ленинград, а затем был эвакуирован в город Фрунзе, где работал его дядя.
Первый журналистский опыт он получил ещё будучи подростком — вместе с братом в «Стране Серебрековии»(как они называли свою семью) они выпускали семейную газету
У нас дома образовалась «Страна Серебрековия». В этом «государстве» были четко распределены министерские портфели. Возглавляла домашнее правительство мама, папа был министром связи (он был связистом и прошел в этом качестве всю войну). Мне доверили министерство обороны, а брат Михаил, который старше на два года, редактировал газету. Называлась она, как ни странно, «Искра».
Спортом Серебренников заинтересовался в девятилетнем возрасте после того, как осенью 1945 года услышал по радио репортажи Вадима Синявского о матчах московского «Динамо» в Великобритании. Через двенадцать лет, уже будучи студентом Ленинградского кораблестроительного института, Серебренников попал на встречу со спортивными комментаторами Вадимом Синявским и Виктором Набутовым. Их яркий рассказал о завершившихся Летних Олимпийских играх в Мельбурне произвёл большое впечатление на молодого человека. Впоследствии он вспоминал, что на следующий день не смог сдать экзамен, так как все мысли были посвящены работе на радио.В 1957 году Серебренников был зачислен в спортивную редакцию Ленинградского телевидения внештатным сотрудником.
В 1959 году Эрнст Серебренников окончил Ленинградский кораблестроительный институт, несколько лет работал в НИИ-400. В 1961 году он прочитал в «Советском спорте» о конкурсе на должность спортивного комментатора на радио, в котором принял участие:
Я пришел в Дом радио, и мне сказали —- встаньте к окну и рассказывайте о том, что видите. Ведите репортаж. Я был молодой, спортивный, загорелый, модно одетый и очень уверенный в себе. Я встал к окну, которое выходило на улицу Ракова, и начал говорить, что идет женщина с ребенком и тот ест мороженое, что девушка на каблуках куда-то спешит, почти бежит и может упасть… Меня через несколько минут остановили и сказали, что могут меня попробовать. Сперва я работал на радио вне штата, вел выпуски новостей. Затем стал комментировать матчи «Зенита» на радио, иногда вместе с Виктором Набутовым, затем начал работать на телевидении". 
.

### Спортивный журналист
Ленинградское телевидение уделяло спорту большое внимание, освещая не только футбольные, хоккейные и баскетбольные матчи, но и другие соревнования, которые проходили в Городе на Неве. Эрнест Серебренников начал карьеру внештатным корреспондентом, впоследствии был режиссером, главным режиссером, заместителем главного редактора и комментатором спортивной редакции. При подготовке репортажей он часто использовал новаторские решения. Например, во время освещения 50-го чемпионата СССР по фигурному катанию ленинградские журналисты в два раза увеличили количество камер и применили новые приёмы съёмки и монтажа:
На этот раз мы, B частности, использовали для передачи не четыре камеры, как обычно, а девять. Нам надо было найти новые точки для операторов, новые условия монтажа. Попросили снять часть бортов, чтобы один из операторов, им был A. Оношко, мог с камерой почти лежать на льду, С другой стороны поля телекамера была подвижной — на рельсах. И оператору Борису Деденову требовалось проявить всё своё умение, чтобы «держать в кадре» фигуристов. 
.
На Летних Олимпийских играх 1980 года в Москве именно Эрнест Серебренников придумал новый способ, как показывать соревнования по плаванию: в бассейнах разметили подводные камеры и микрофоны. Спортивный журналист Константин Осипов вспоминал:
Он поставил микрофон интершума к стенке, к бортику, и когда пловцы ударялись при перевороте, то вот этот хлопок, такой эмоциональный мощный — всё это шло в эфир. На Олимпиаде-80 как режиссёр Эрнест Серебренников очень много тренировался и делал на пустом бассейне, представляете? Режиссёры других телевизионных компаний приходили и удивлялись!
.
Эрнест Серебренников первым предложил при трансляции футбольных матчей снимать крупные планы зрителей и искать на трибунах знаменитых болельщиков —- артистов Кирилла Лаврова, Игоря Владимирова, поэта Михаила Дудина.
В 1968 году Владислав Гусев и Эрнест Серебренников подготовил цикл передач «Клуб молодого тренера», посвящённых воспитанию молодых футболистов.
Эрнест Серебренников был автором нескольких рубрик и передач Ленинградского телевидения: «Физкультура и спорт», «Стадион», «Спорт, спорт, спорт…», «Спортклуб», «Спортивные новости». Вместе с Геннадием Орловым открыл курсы комментаторов на «Пятом канале».
Эрнест Серебренников скончался 25 января 2021 года в Санкт-Петербурге от инфаркта.

### Личная жизнь
Эрнест Серебренников общался со многими известными современниками — Сергеем Довлатовым, Иосифом Бродским, Анной Ахматовой, Львом Гумилёвым.
Жена — Лариса Осокина, гид-переводчик Интуриста, развелись в 1972 году.
Сын — Михаил (1968 г.р.)

### Память
В апреле 2022 года в актовом зале Санкт-Петербургского государственного морского технического университета была открыта мемориальная доска, посвящённая Эрнесту Серебренникову. В декабре 2022 года петербургском Доме журналиста состоялась презентация книги «Эрик. Эрнест. Эрнест Наумович». В третью годовщину со дня смерти Эрнеста Сербренникова в Санкт-Петербурге состоялся футбольный матч в его память. В конце 2023 года режиссёр и продюсер Алексей Неймышев приступил к работе над фильмом о жизни Серебренникова. Премьера картины состоялась 18 октября 2024 года:
Создатели фильма Алексей Неймышев и Мария Баева несколько лет изучали личные архивы своего героя, исторические хроники и записи программ советского телевидения, чтобы создать картину о Серебренникове. Сюжет фильма основан на книге знаменитого тележурналиста и комментатора Геннадия Орлова, который является в картине главным рассказчиком. Здесь собраны истории дружбы и взаимоотношений Эрнеста Наумовича с Вадимом Сомовым, Александром Сокуровым, Михаилом Новицким, Александром Бельским и другими выдающимися людьми нашего времени. 

## Отзывы современников
Геннадий Орлов, спортивный журналист
Я называл его человеком стопроцентной надежности, и в эфире, и в жизни. Он пришел на телевидение и радио в конце 50-х годов, а в 1973-м он был главный режиссер спортивной редакции, а я — главный редактор. И мы с ним вместе, рука об руку, показывали Олимпийские игры, часто нас приглашали в Москву, я комментировал, он режиссировал. Он был и комментатором, потрясающим, интеллигентным, настоящим ленинградским
Павел Богданов, журналист
Он ведь первый в Советском Союзе придумал то, что сейчас используют на всех трансляциях — подводные камеры, когда пловцы только начинают дистанцию, и мы видим, как они плывут под водой. Все спортивные трансляции, которые были на ленинградском телевидении, которые шли на всю страну, уже и в российские времена — это всё Эрнест Наумович Серебренников. Формула-1 на воде — это ещё одна сторона его амплуа. Мне кажется, он был единственным человеком, который мог одновременно находиться за режиссёрским пультом и комментировать
Андрей Шестаков, спортивный комментатор
Эрнест Наумович прекрасно знал не только футбол и хоккей, но и многие другие виды спорта —- от автогонок до бодибилдинга, умел о каждом рассказать интересно… Ещё один урок от него я получил, когда вел свой первый репортаж хоккейного матча. Это был турнир молодежных сборных «Большой приз Санкт-Петербурга», его должны были показывать в записи за полночь. И я говорю, что игра не самая интересная, и тут слышу по режиссерской связи, в наушнике, как Эрик мне кричит: «Ты, что, твою мать! Рехнулся?! Зрители и так будут смотреть матч поздно, со сном бороться, а ты им говоришь, что игра неинтересная?! Ты должен их увлечь, убедить, что матч необходимо смотреть, зажечь их!» Этот совет я запомнил на всю жизнь

## Награды
- Медаль «Ветеран труда»[8];
- Медаль Николая Озерова[17];
- Почётный знак «За заслуги перед Санкт‑Петербургом»[18].

## Фильмография

### Режиссёр
1. 1966 — «Хочу летать» (документальный)
2. 1979 — «Мяч в корзине» (документальный)

### Сценарист
1. 1973 — «В хоккей играют настоящие мужчины» (документальный)
2. 1966 — «Хочу летать» (документальный)

### Участие в фильмах
1. 2021 — «Спорт XX века» (документальный)

## Интересные факты
- В 2011 году во время матча «Зенит»-«Спартак» в Петербурге брошенный файер с гостевой трибуны прожёг ботинок Эрнеста Серебренникова[19].